# Ryan Corr
Ryan Corr, född 15 januari 1989 i Melbourne, är en australisk skådespelare. Han har varit med i bland annat Pyjamasklubben och spelade Eric Tanner i Blue Water High.

## Filmografi i urval
- 2003 – Pyjamasklubben (TV-serie) (25 avsnitt)
- 2006 – Blue Water High (TV-serie)
- 2016 – Hacksaw Ridge